# Radio Ukraine International

Logo de la station depuis 2022.

Radio Ukraine International (RUI ; en ukrainien : Всесвітня служба «Радіо Україна», translittération ISO 9 : Vsesvitnâ slušba « Radio Ukraïna ») est la station de radio à diffusion internationale d'Ukraine.
La radio émet en six langues : biélorusse, bulgare, gagaouze, roumain, slovaque et ukrainien. Elle diffuse par ondes moyenneset par internet.